# Gilbert Houngbo
Gilbert Fossoun Houngbo (Agbandi, 4 febbraio 1961) è un politico togolese.
È stato Primo ministro del Togo dal settembre 2008 al luglio 2012. Nel 2013 è stato nominato Vice Direttore Generale dell'Organizzazione internazionale del lavoro. Il 14 febbraio 2017 è stato eletto presidente del Fondo internazionale per lo sviluppo agricolo. Nel gennaio 2022, Gilbert Houngbo è il nuovo presidente del Board of Natural Resource Governance Institute (NRGI). Il 25 marzo 2022 Gilbert Houngbo è stato eletto Direttore generale dell'Organizzazione internazionale del lavoro (ILO) e entrerà in carica il 1 ottobre 2022. Gilbert Houngbo è il primo togolese e la prima persona di origine africana nominata a questa posizione.